# Thenardierowie
Thénardierowie – postacie fikcyjne, negatywni bohaterowie powieści Wiktora Hugo Nędznicy oraz ekranizacji i musicalu na niej opartym. Ludzie bardzo podli i okrutni, chciwi na zysk i dobra materialne, bandyci.   

## Członkowie rodziny

### Monsieur Thénardier
Głowa rodziny, ojciec pięciorga dzieci, właściciel karczmy w Montfermeil, były żołnierz z armii Napoleona Bonaparte. Najgorszy z całej rodziny. Okrutnik, łotr, oszust i złodziej, nie brak mu również sprytu. Jest bardzo chciwy, dba o swoje interesy i nie pozwala się oszukać. Swego czasu walczył pod Waterloo i wyciągnął z okopów pułkownika Pontmercy, ojca Mariusza. Nie zrobił tego jednak, by go ratować, lecz okraść, gdyż sądził, że to trup. Potem, gdy odkrył, że ów domniemany nieboszczyk jeszcze żyje, wziął go na plecy i wyniósł z okopów, czym potem bardzo się chwalił, kiedy tylko zdarzała się okazja. Opiekował się Kozetą, córką Fantyny, zrobił z dziewczynki służącą, a potem odsprzedał ją za 1500 franków Valjeanowi. Później, wraz z rodziną w Paryżu związał się ze światem przestępczym i próbował m.in. obrabować Valjeana. Siedział nawet w więzieniu, ale uciekł. Za sporą sumę pieniędzy sprzedał również Mariuszowi informację, kto go wyniósł z barykady przez kanały. Za otrzymane pieniądze ucieka do Ameryki i zaczyna handlować niewolnikami.

### Madame Thénardier
Żona Thénardiera, kobieta okrutna i równie podła jak jej mąż, ale bardziej ostrożna niż on. Posiadała brzydką twarz i wysoki wzrost (autor nazywa ja olbrzymką). Prowadziła z mężem oberżę w Montfermeil. Była fatalną matką, kochała tylko córki, synów zaś szybko pozbywała się z domu. Zaczytywała się w powieściach romantycznych i z nich również wyciągnęła imiona dla swoich córek: Eponina i Anzelma. Przyjęła Kozetę do siebie, ale traktowała ją wyjątkowo podle. Z wielką chęcią oddała ją potem Valjeanowi. Wraz z mężem weszła w komitywę ze światem przestępczym. Ona i jej rodzina urządzili zasadzkę na Valjeana, podczas której zostali aresztowani przez inspektora Javerta. Zmarła w więzieniu na gruźlicę. 

### Eponina
Nazywana w skrócie Poniną, pierworodna córka Thénardierów. Była ładną szatynką, urodę jednak przyćmiewała jej bieda. W dzieciństwie ona i jej siostra prześladowały małą Kozetę. Później Eponina wraz z ojcem przyłączyła się do świata przestępczego. Nie lubiła ojca, nie czuła z nim więzi. W przeciwieństwie do pozostałych członków rodziny nie była całkowicie zdeprawowana. Zakochana bez wzajemności w Mariuszu Pontmercy. Pomimo świadomości, że Mariusz nigdy jej nie pokocha, pomogła mu odnaleźć jego ukochaną - Kozetę. Później swoją bohaterską postawą nie dopuściła do tego, że jej ojciec obrabował dom Valjeana. Następnie ostrzegła Valjeana, by się wyprowadził, gdyż jej ojciec chciał napaść w nocy na niego i Kozetę. Eponina przyłączyła się do republikanów i zginęła bohaterską śmiercią na barykadzie, zasłaniając Mariusza własnym ciałem przed kulą wystrzeloną do niego.

### Anzelma
Nazywana w skrócie Zelmą, druga córka Thénardierów, dziewczyna brzydka, niesympatyczna i niezbyt inteligentna. Wraz z rodzicami i siostrą brała udział w akcjach przestępczych. Wykonywała posłusznie rozkazy ojca. Dowiedziała się dla niego, gdzie mieszkają Mariusz i Kozeta. Na końcu powieści jako jedyny pozostały przy życiu członek rodziny wyjeżdża z ojcem do Ameryki.
W musicalowej adaptacji postać nie występuje.

### Gavroche
Pierworodny syn Thénardierów, ma ok. 12 lat, paryski włóczęga i ulicznik, wesoły, rezolutny i budzący sympatię. Kiedy podrósł, rodzice wyrzucili go z domu, żeby sam sobie radził. Chłopak nauczył się żyć na ulicy, psocił się spokojnym mieszkańcom i stróżom prawa, szkodził ludziom złym i niegodziwym, pomagał biedakom. 
Mieszkał w pomniku słonia. Zaopiekował się też swoimi młodszymi braćmi, gdy trafili również na ulicę. Brał udział w organizowaniu ucieczki więźniów. Podczas powstania przyłączył się do republikanów. Podczas walk zadenuncjował Javerta jako szpicla, dostarczył Valjeanowi list do Kozety od Mariusza. Zginął, kiedy wyszedł poza barykadę (w celu zabrania amunicji z chlebaków poległych żołnierzy) i został śmiertelnie postrzelony. 
Jego imię stało się synonimem paryskiego ulicznika.

### Dwaj chłopcy
Nieznani z imion najmłodsi synowie Thénardierów, oddani przez matkę na wychowanie starej oszustce, która chciała zdobyć pieniądze z opieki społecznej na wychowanie dzieci. Po uwięzieniu swojej opiekunki trafili na ulicę, gdzie znalazł ich Gavroche (nie rozpoznając w nich zresztą  swoich braci). Po śmierci Gavroche'a byli raz widziani w parku walcząc o resztkę zamoczonego kawałka ciasta z łabędziami. Ich dalszy los pozostał nieznany.
W musicalowej adaptacji postaci nie występują.